# Gymnocranius microdon
Gymnocranius microdon és una espècie de peix pertanyent a la família dels letrínids.

## Morfologia
Pot arribar a fer 45 cm de llargària màxima (normalment, en fa 35). 10 espines i 9-10 radis tous a l'aleta dorsal i 3 espines i 9-10 radis tous a l'anal. Ulls grossos. Boca relativament petita. El seu color varia des del platejat fins al marró. Posseeix nombroses taques blaves, allargades i verticals al musell, les galtes i, de vegades, també a l'opercle. El color de les aletes varia des del pàl·lid fins al groc o el vermellós. L'aleta caudal, de vegades, és de color marró fosc.

## Alimentació
Menja petits invertebrats bentònics.

## Hàbitat
És un peix marí, associat als esculls i de clima tropical (37°N-10°S) que viu entre 20 i 50 m de fondària.

## Distribució geogràfica
Es troba al sud del Japó, el mar de la Xina Meridional, les illes Marshall i davant les costes de la província de Phuket (Tailàndia).

## Observacions
És inofensiu per als humans i es comercialitza fresc.